# Стахів Євген Павлович
Євген Павлович Стахів (15 вересня 1918, Перемишль — 26 січня 2014, Нью-Йорк, США) — діяч українського підпілля на Донбасі, в Маріуполі й у місті Луганську в роки Другої світової війни. Борець за незалежність України у ХХ сторіччі. Батько відомого американського вченого-дослідника Євгена Зенона Стахіва.

## Життєпис
Батько Євгена Стахіва був офіцером Української Галицької Армії. Виховання визначили долю членів сім'ї — всі шестеро дітей входили до ОУН. Старший брат Володимир став міністром закордонних справ Української Держави. Він стояв поряд з провідниками ОУН на балконі, з якого у Львові у 1941 році було проголошено про відновлення Української держави.
Причетний до створення Української Головної Визвольної Ради (УГВР) — багатопартійного передпарламенту й уряду воюючої України і до перетворення ОУН із тоталітарної організації на демократичну.
З 1932 року був учасником українських шкільних та молодіжних організацій Галичини, потім член ОУН (з 1934 року). В 1938 році опинився на терені Підкарпатської Русі, вступив до Карпатської Січі. В березні 1939, після ліквідації Карпатської України, потрапив в полон, звідки утік через Словаччину в Австрію.
1940 — працює разом зі старшим братом Володимиром в «Українській пресовій службі».
1941–1943 — член Південної похідної групи ОУН, організатор нових осередків ОУН у Східній Україні (Кривий Ріг, Дніпропетровськ, Маріуполь, Краснодон).
Почавши з організації армії Карпатської України, у 1942—1943 рр. Євген Стахів очолював українське націоналістичне підпілля на Донбасі.
Після проголошення Української Республіки у червні 1941-го німці арештували основне керівництво ОУН. Було прийняте рішення провести пропагандистсько-просвітницьку акцію за незалежну Україну. У 1942 році отримав завдання від «Леміша» (Василя Кука — згодом Головного Командира УПА, разом із похідними групами ОУН розвернути підпільну мережу на Донбасі.
Українські націоналістичні сили діяли на Донеччині та користувалися там неабиякою підтримкою, чи в те, що саме східняки вплинули на кардинальну зміну ідеології проводом ОУН.
1944 — один із засновників Української Головної Визвольної Ради — багатопартійного передпарламенту й уряду воюючої України.
1946–1949 — проживає в Німеччині.
У Німеччині став працівником Української пресової служби, адміністратором, розмножував німецькою і українською всі бюлетені, адресував і носив на летунську пошту — щоб скоріше йшло до Південної Америки і Канади.
1949 — емігрує в США. Президент середовища УГВР. Керівник Товариства українсько-єврейських зв'язків.
На еміграції Стахів став одним із активістів «двійкарів» — демократичного крила в ОУН, яке найуспішніше здійснювало ідеологічну боротьбу проти СРСР. Його брат Володимир був міністром в уряді Ярослава Стецька, його син Євген-Зенон — лауреат Нобелівської премії миру 2007 р. в складі Міжурядової групи експертів з питань змін клімату.
1997 — отримав український орден «За заслуги».
2006 — отримав орден князя Ярослава Мудрого.
Він голова президії Середовища УГВР за кордоном, кавалер 3-х орденів: «За заслуги перед Україною» (який отримав ще від Леоніда Кучми) і Ярослава Мудрого IV i V ступенів (які отримав з рук Віктора Ющенка).
Останні роки життя Євген Стахів майже щороку бував в Україні, зустрічався з молоддю і відомими політиками. Ветеран помер у Нью-Йорку 26 січня 2014 у віці 95 років. До останніх днів свого життя він зберігав ясний розум і завжди цікавився подіями в Україні.
Багато цитував Шевченка, знав його напам'ять.
Головна тема Євгена Стахіва — зміна світогляду націоналістів під час Другої Світової війни, коли похідні групи ОУН прийшли на Схід.. У 1943 році, під впливом «філософії східняків» ОУН змінила програму з тоталітарної на демократичну. Стало зрозуміло, що Україна поважає усі людські права й свободи і забезпечує вільний розвиток представникам усіх народів і віросповідань, які шанують її як Батьківщину.

## Цікавий факт
До війни ОУН була малою галицькою організацією, притому пронімецькою, оскільки особливих варіантів не існувало. Ми поширили,  говорив Євген Павлович, націоналістичні ідеї від Донбасу по Крим. Саме те, що члени ОУН побували в містах Східної України, примусило ІІІ Збір ОУН відступитися від крайнього донцовського націоналізму.
За твердженнями самого Стахіва, Олександр Фадєєв у своєму виразно пропагандистському романі «Молода гвардія» не випадково дав героєві-зраднику ім'я «Євген Стахович», адже особа діяча ОУН була вже відомою Міністерству державної безпеки СРСР. Безглуздість ситуації надавала та обставина, що Євген Стахів не те що молодогвардійцем, навіть комсомольцем ніколи не був. Він організував українське національне патріотичне підпілля на Донбасі, гаслом якого було «Смерть Гітлеру, смерть Сталіну». Стахів спростував наклеп на себе в українській пресі в Америці і намагався навіть притягнути Фадєєва до суду. Його адвокати заявили, що Стахович — це, мовляв, вигаданий персонаж. Насправді, під ім'ям Євгена Стаховича в романі Фадєєва вгадувався Віктор Третьякевич, якого теж очорнили, приписавши йому те, що він видав товаришів гестапівцям. Згодом ім'я справжнього зрадника було встановлено і Віктор Третьякевич був реабілітований. До того ж він виявився справжнім комісаром «Молодої гвардії», на відміну від Олега Кошового, якому відведена ця роль у романі Фадєєва й радянських підручниках з історії.
Щодо тверджень Стахіва про його причетність до «Молодої гвардії», то були зроблені спроби документально їх спростувати — як стверджують автори робіт, у працях В. Мінаєва та В. Цуркана